# Alex Akela
Alex Akela (Venlo, 1980) is een Nederlands singer-songwriter en speelt voornamelijk folkrock, blues en americana.
Akela is van oorsprong een klassiek geschoold violist aan het conservatorium, met piano als tweede instrument. In 2001 besloot hij echter om een andere richting te kiezen, en kwam in aanraking met meerdere populaire muziekstromingen. Spelend in diverse bands leerde hij de wereld van de populaire muziek kennen, en speelde zowel in binnen- als buitenland (Duitsland, Zweden, Denemarken en België). Daarnaast werkte hij als sessie-muzikant voor verschillende artiesten, zoals Bertolf, JW Roy en Candy Dulfer.
Naast viool speelt Akela ook gitaar, toetsen, accordeon, basgitaar, mandoline, banjo en mondharmonica.
In 2010 nam Akela zijn debuutalbum op, dat begin 2011 werd uitgebracht, Serendipity. Hieraan werkten diverse gastmuzikanten mee, zoals Phaedra Kwant (Veldhuis & Kemper, Krystl), Mike Roelofs en Gino Bombrini (Pete Philly, Skip&Die).

## Discografie
2011: Serendipity